# Кнушевицкий, Святослав Николаевич
Святосла́в Никола́евич Кнушеви́цкий (24 декабря 1907 [6 января 1908], Петровск Саратовской губернии — 19 февраля 1963, Москва) — советский виолончелист, профессор Московской консерватории. Лауреат Сталинской премии третьей степени (1950). Заслуженный деятель искусств РСФСР (1956)

## Биография
В 1923 году поступил в Московскую консерваторию в класс Семёна Козолупова, по окончании обучения стал концертмейстером группы виолончелей в оркестре Большого театра, занимал это место до 1943 года. После победы на Первом всесоюзном конкурсе музыкантов-исполнителей в 1933 году начал карьеру сольного и камерного музыканта.

## Творчество
В 1940-е годы стал выступать в ансамбле с пианистом Львом Обориным и скрипачом Давидом Ойстрахом. Вскоре их трио получило мировую известность, в 1958 году состоялось первое выступление этого ансамбля за границей, в Лондоне. Среди наиболее известных их записей — все фортепианные трио Шуберта и Бетховена, а также Тройной концерт последнего.
Исполнение Кнушевицкого отличало певучее звучание инструмента и высокая виртуозность. Сольные концерты музыканта проходили в Австрии, Германии и других европейских странах, большой интерес публики вызвало его выступление на фестивале Пабло Казальса, проходившем на Пуэрто-Рико.
Кнушевицкий был первым исполнителем восстановленного варианта Вариаций на тему рококо Чайковского, опубликованного в 1956 году. Музыканту посвящены виолончельные концерты Мясковского, Хачатуряна, Глиэра, Василенко. С 1942 года Кнушевицкий преподавал в Московской консерватории (с 1950 — профессор, в 1954—1959 заведующий кафедрой виолончели и контрабаса).
Умер С. Н. Кнушевицкий в Москве 19 февраля 1963 года. Похоронен на Новодевичьем кладбище.

## Награды
- Заслуженный артист РСФСР (1944)
- орден Трудового Красного Знамени (28.12.1946)
- медаль «За трудовую доблесть» (17.11.1949)[6].
- заслуженный деятель искусств РСФСР (1956)
- лауреат Сталинской премии третьей степени (1950)

## Семья
- Старший брат — композитор и дирижёр Виктор Николаевич Кнушевицкий.
- Первая жена: Елена Павловна Лаписова — врач.
  - Сын — Арсений Святославович Лаписов (1929—2007), виолончелист, музыкальный редактор «Мосфильма», работал с выдающимися советскими кинорежиссёрами Ролланом Быковым, Эльдаром Рязановым и др. Дочь Ольга Арсентьевна Суворова (Лаписова) (03.10.1958 — 04.09.2012), пианистка, общественный и музыкальный деятель. Внук Арсения Святославовича — виолончелист Сергей Суворов (1984), солист Московской Государственной филармонии, участник абонемента «Взгляд в будущее», представляющее новое поколение российских музыкантов. Постоянный участник Международного виолончельного фестиваля-биеннале «Приношение Кнушевицкому»
- Вторая жена: Ирина Семёновна Козолупова (1910—1993), дочь С. М. Козолупова и двоюродная сестра М. Л. Ростроповича (по линии матери), тетка Г. И. Рерберга (сын сестры Галины Козолуповой), пианистка, преподаватель Московской консерватории.
  - Сын — Игорь Святославович Кнушевицкий (28 ноября 1932 — 16 июля 2016), виолончелист. 1953 год. Лауреат IV Всемирного фестиваля молодёжи и студентов в Бухаресте. Первая премия.
- Третья жена: Наталья Дмитриевна Шпиллер (1909—1995), советская оперная певица (лирическое сопрано), педагог, музыкально-общественный деятель, одна из представительниц «Золотой эпохи» Большого театра.
  - Дочь — Мария Святославовна Кнушевицкая (р.1933), актриса Московского академического театра им. Моссовета.

## Память

Могила Кнушевицкого на Новодевичьем кладбище Москвы.

С 2012 года в Саратове проводится Международный конкурс виолончелистов имени С. Н. Кнушевицкого. Оргкомитет конкурса возглавляет ректор Московской консерватории Александр Соколов. Состязание проводится по двум возрастным категориям — младшая группа (юниоры) до 18 лет и старшая группа (синьоры) с 18 до 26 лет. Прослушивания проходят в Саратовской областной филармонии им. А. Шнитке.
Его имя носит детская школа искусств в городе Петровск Саратовской области.